# Nötkreatur
Uppslagsorden ko och kossa omdirigerar hit. För andra betydelser, se Ko (olika betydelser) respektive Kossa (olika betydelser)

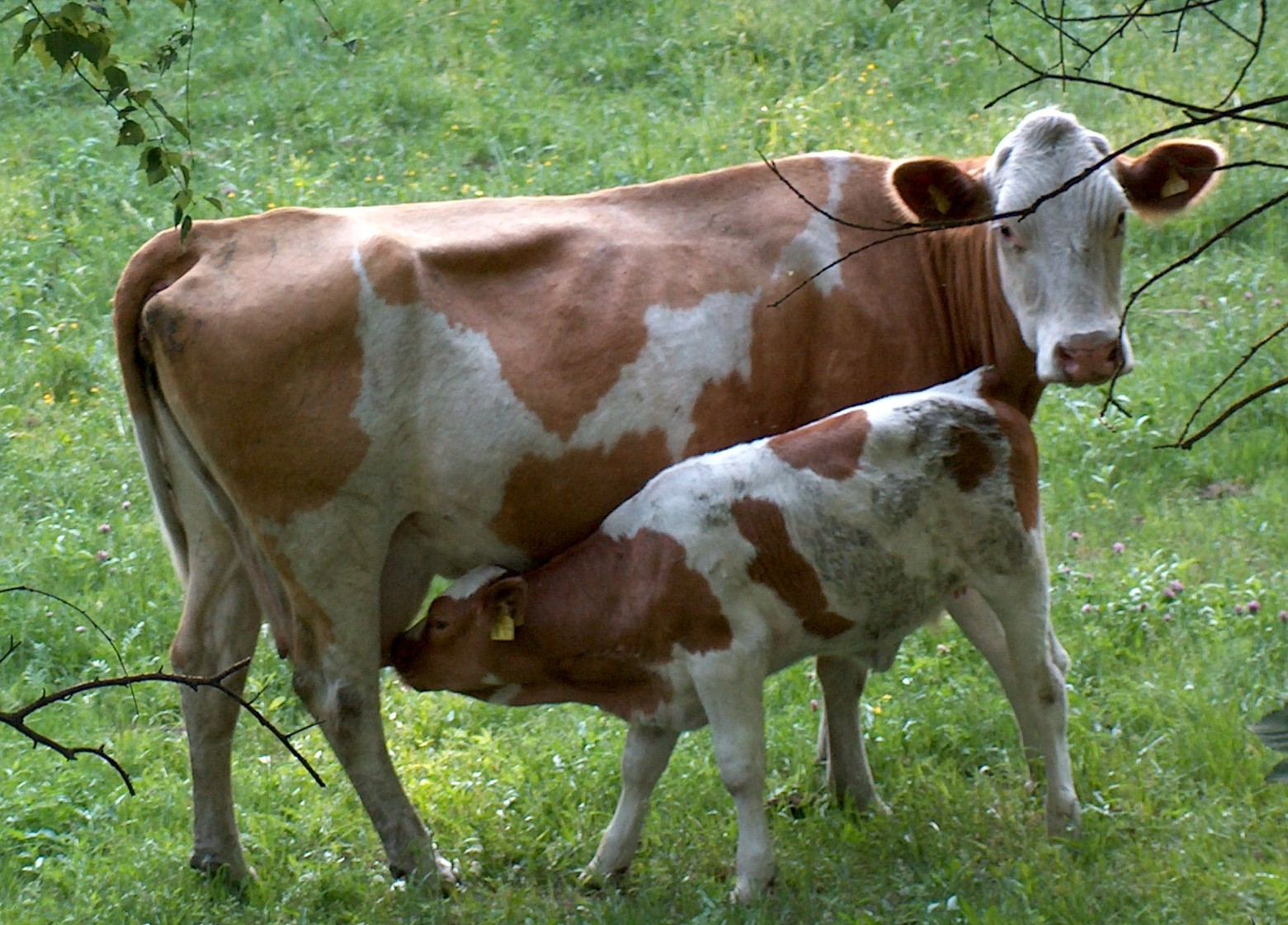
Ko med kalv.

Nötkreatur (Bos taurus), även nöt, nötdjur, nötboskap,  är domesticerade klövdjur av familjen oxdjur, det vill säga vanliga kor, tjurar, kvigor och kalvar. Dessa tamdjur används mest för mjölk- och köttproduktion, och som dragdjur.

## Etymologi och terminologi

### Nöt
Ordledet nöt- i nötkreatur är fornsvenska (motsvarar färöiskans neyt, danskans nød, norskans nöt, naut, isländskans naut, nederländska noot, fornfrisiska năt, engelska neat) och är besläktat med "nytta" och "njuta", som alla kommer av det forngermanska ordet nauta, 'egendom' (jämför isländska nautr, 'värdefull egendom', och litauiska naudà, 'vinst', 'egendom').

### Ko
Med ko avses vanligen en hona av arten nötkreatur (Bos taurus) som har kalvat, det vill säga fött minst en avkomma, och därför producerar mjölk. Även motsvarigheten bland älgar, renar, oxdjur, elefanter, valar och sälar kallas för ko. Ordet går tillbaka på ett germanskt *kwo-, som inte kan ges en säker indoeuropeisk etymologi.

### Kviga
Innan en nötkreaturshona har kalvat för första gången, kallas hon för kviga. Kvigan är dräktig i nio månader och nio dagar i genomsnitt innan hon får sin kalv och därmed blir en ko. Ordet går tillbaka på ett germanskt *kweigōn- eller *kwīgōn-, som inte kan ges en säker indoeuropeisk etymologi.

### Kalv
En kalv är en unge av nötkreatur. Kalvar av honkön kallas kvigkalvar och kalvar av hankön tjurkalvar. När en ko föder en kalv kallas det kalvning. Ordet går tillbaka på ett germanskt *kalba-, som ofta sätts i samband med en indoeuropeisk rot som betyder 'livmoder, embryo, unge'. Äldre kalvar kallas ungdjur.

### Tjur, oxe och stut
En tjur är ett nötkreatur av hankön. En oxe är ett kastrerat nötkreatur av hankön som är över två år. En stut är en kastrerad tjur som är två år eller yngre. Ordet tjur går tillbaka på ett germanskt *þeura-, som möjligen tidigare varit *þaura-, och då identiskt med ett indoeuropeiskt *tawro-, som bland annat återfinns i latinets taurus. Ordet oxe går tillbaka på ett germanskt *úhsan- med släktingar i många indoeuropeiska språk.

## Systematik
Nötkreaturen domesticerades från uroxen. Carl von Linné beskrev 1758, i den tionde upplagan av Systema Naturae uroxen och domesticerade nötkreatur som förekommer i palearktis som en art med det vetenskapliga namnet Bos taurus. 1827 beskrev den tyska naturforskaren Ludwig Heinrich Bojanus den utdöda uroxen och gav arten det vetenskapliga namnet Bos primigenius. Enligt ett förslag av Oldfield Thomas från 1911 skulle Bos taurus bara användas för domesticerade former. Olika auktoriteter i ämnet är fortfarande oense om nötkreatur ska räknas som underart till uroxen eller som självständig art. På grund av detta har olika auktoriteter använt olika vetenskapliga namn på artnivån. International Commission on Zoological Nomenclature (ICZN) slog 2003 fast att Bos primigenius är det officiella namnet för uroxen. De som betraktar nötkreatur som underart till uroxen ska använda namnet Bos primigenius taurus och de som klassificerar nötkreatur som självständig art ska bruka Bos taurus. Trots detta direktiv finns betydande zoologiska avhandlingar, som Mammal Species of the World (2005) som brukar en annan nomenklatur.
Flera raser av nötkreatur som är vanliga i Afrika och södra Asien har givit det svenska trivialnamnet sebu. De har sitt ursprung från uroxar som vid domesticeringens början levde på den indiska subkontinenten. Linné klassificerade dessa raser som den självständiga arten Bos indicus och nyare verk listar vanligen sebun som underart till uroxen, Bos primigenius indicus. Genetiska studier från 1994 och 1997 bekräftar denna indelning. Det fanns troligen redan före domesticeringen olika underarter av uroxe.

### Härstamning och domesticering
Tamboskap härstammar från uroxe som levde i Europa, Asien och Nordafrika. Uroxen är idag utrotad och det sista kända exemplaret av denna art dog ut 1627 i Polen. Uroxen var avsevärt större och hade längre horn än den tidigast kända tamboskapen, och människan måste på kort tid ha fått fram en mindre och mer fridsam boskapstyp.
Traditionellt har den första nötkreaturen ansetts ha domesticerats i Mellanöstern under stenåldern cirka 7000 f.Kr., möjligen oberoende av detta på Balkan.[källa behövs] 
Ny genetisk forskning visar emellertid att hela den moderna arten kan ha uppstått från så få som 80 uroxar som tämjdes för omkring 10.500 år sedan i sydöstra Turkiet och norra Irak.

### Förädling och spridning
De äldsta typen av nötboskap är långhornsboskapen, med boskapsraser som ungersk stäppboskap, romaignola, maremmana, portugisisk långhorn, highland cattle, Texas longhorn samt flera afrikanska raser vilka fortfarande har kvar de långa hornen. Korthornsboskap, som även är mindre och har annorlunda form på kraniet förekom i Mesopotamien redan omkring 3 000 f.Kr. Den korthorniga boskapen kom till Europa under tidig stenålder, men blev vanlig först under järnåldern. Från denna korthornsboskap har flera viktiga mjölkraser utvecklats till exempel låglandsboskap, jersey och brittisk korthorn. I Afrika utvecklades trängdes långhornsboskapen också undan av korthornen, men ersattes därefter av andra koraser med inblandning av bos indicus. Med européerna kom nötkreaturen till Amerika och Australien. De flesta nuvarande raserna har sin grund i den medvetna standardiseringen och stambokföringen som inleddes på 1700-talet.

## Anatomi

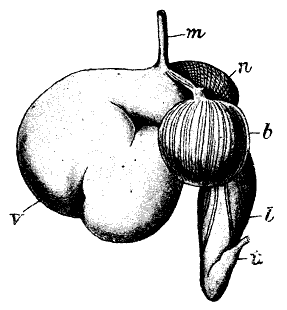
Mage hos nötkreatur

Nötkreatur varierar mycket i storlek och vikt beroende på ras och kön. Tjurarna är oftast större än korna av samma ras. Mankhöjden kan ligga på mellan 95 och 190 cm och vikten kan variera mellan 70 och 1 700 kg. Vuxenvikten uppnås vid ca tre års ålder. En kos juver har vanligen fyra spenar. Nötkreatur saknar som alla oxdjur framtänder i överkäken. Där finns istället en hård valk mot vilken underkäkens framtänder arbetar.

### Horn
Nötkreatur har i regel horn, vilket i många sammanhang är ett arbetsmiljöproblem vid husdjursskötsel. Vid rangstrider mellan nötdjur kan även de åsamka allvarliga skador på varandra med hornen. I dag är det vanligt att både kor och tjurar avhornas som kalvar genom att hornanlagen bränns bort. Vissa raser, som till exempel rödkulla, utvecklar aldrig horn. Sådana raser brukar kallas "kulliga". Hornen har genom tiderna används som blåshorn.

### Matspjälkning
Idisslares matspjälkning skiljer sig avsevärt från enmagade djur främst i fråga om deras förmåga att bryta ned fiber och syntetisera aminosyror från enkla kväveföreningar. Detta sker genom mikroorganismer i våmmen. Ett betande nötdjur sliter av gräset med hjälp av tungan och maler sönder det med kindtänderna innan det sväljs. Nötkreatur är idisslare och beskrivs ofta i dagligt tal ha fyra magar men histologiskt har de bara en mage och övriga "magar" är i själva verket utbuktningar på matstrupen. För att ett organ ska klassificeras som mage så måste vissa syra- och enzymproducerande celler och bakterier finnas, vilket det endast finns i löpmagen hos kon. De "fyra magarna" kallas våmmen, nätmagen, bladmagen och löpmagen, där den senare är den egentliga magen.

## Ekologi

### Föda
Nötkreatur äter gräs och andra vallväxter som klöver. Det viktigaste fodret för kor i norra Europa är gräsensilage; i andra delar av världen är används i stor utsträckning ensilage av majs och blålusern. I modernt jordbruk får de också kraftfoder av olika typ, exempelvis spannmål, betfor, vitamin-, mineral- och proteintillskott.
Exempel på en normal dagsranson för en ko som mjölkar 30 L/dag: gräsensilage 35 kg (10 kg torrsubstans), korn 4 kg, havre 2 kg, rybsexpeller 3 kg, och torr betfor 1 kg.[källa behövs]

### Reproduktion
En kviga blir könsmogen efter 10 till 12 månader och en tjur efter 9 till 15 månader. Brunst förekommer under alla tider på året. Kvigans/kons brunstcykel är cirka 21 dygn och hon är i genomsnitt brunstig 18 timmar. Dräktighetstiden är ungefär 9 månader, men varierar något beroende på ras. Chansen för tvillingar ligger mellan 1 % och 5 %, beroende på ras, och ökar för varje kalvning. Vid tvillingfödslar, med en kvig- och en tjurkalv, är kvigkalven i 90 % av fallen steril. När kon har kalvat börjar hon producera mjölk vilket kallas laktation. En ko kan bli dräktig igen kort efter kalvningen och kan vara fertil upp till 20 års ålder.
I modernt jordbruk befruktas de flesta mjölkkor genom insemination. Även embryoöverföring förekommer. Det förs noggrann bok över härstamningen för att behålla rasens egenskaper och undvika inavel.
Sjukdomar som kan drabba svenska nötkreatur är främst juverinflammation (mastit), acetonemi, kalvningsförlamning (pares), beteskramp (tetani), fång, trumsjuka och leukos. Andra problem som kan uppstå är hudparasiter, till exempel skabb och parafilaria, och inre parasiter, till exempel leverflundra och lungmask, vilka bekämpas med regelbunden medicinering. I andra länder förekommer även tuberkulos, mul- och klövsjuka, mjältbrand, brucellos, vibrio fetos, boskapspest och den omtalade galna kosjukan.

## Nötkreatur som nyttodjur

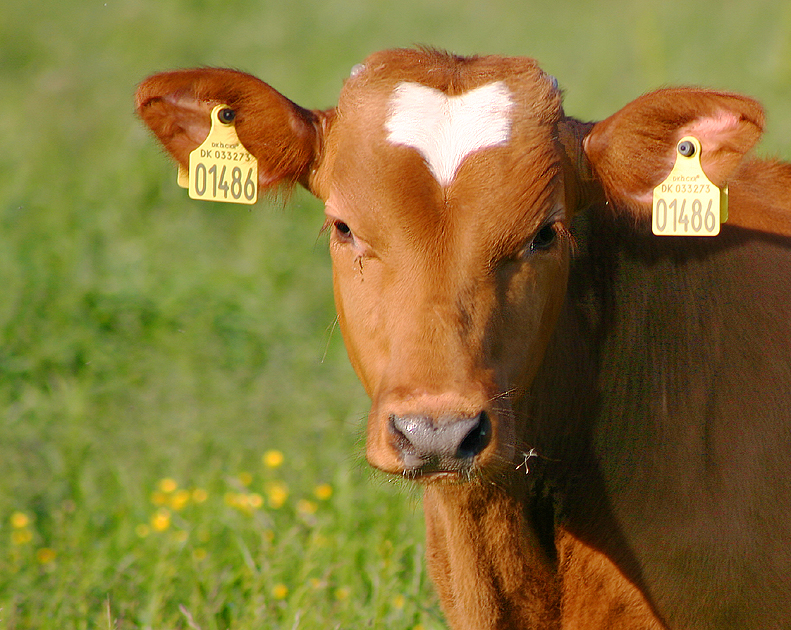
Dansk tjurkalv med öronmärkning enligt EU-standard.

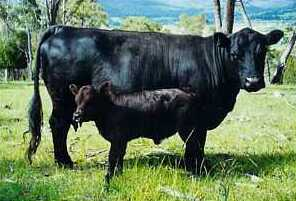
Dexterko med kalv.

Nötkreatur har av människan främst hållits som husdjur för mjölkproduktion och köttproduktion men även som dragdjur där det senare idag främst gäller utvecklingsländer.

### Uppfödning
I milda klimat går nötkreatur utomhus året om. Vissa härdiga raser klarar även att gå ute året om i kallare klimat. Nötkreatur kan hållas på öppen mark, eventuellt vaktade av en herde, (vilket är det vanligaste i utvecklingsländer), i en hage inhägnad av elstängsel, plank, murar, häckar eller taggtråd (vilket av djurskyddsskäl blir allt ovanligare), eller tjudrade (förekommer endast på små gårdar). I hagen kan det finnas skydd som nötkreaturen kan gå in under vid dåligt väder. Vintertid och när korna ska mjölkas tas de vanligen in i ett stall där de antingen får gå lösa (lösdrift), eller tjudras.
De villkor som finns för nötkreatursuppfödning varierar mellan olika länder. Inom Europeiska unionen är till exempel animaliska fodermedel (kadavermjöl), mjölkproduktionshöjande hormoner, svanskupering och elektriska dressörer förbjudna medan åtminstone en del av detta allmänt nyttjas i USA. Enligt svensk djurskyddslag ska alla nötkreatur, utom kalvar under sex månader samt tjurar, ges möjlighet till bete sommartid.

### Mjölkproduktion
I norra Europa bevarade man huvudsakligen mjölken genom att tillverka smör av den och i södra Europa (där olivoljan var det viktigaste matfettet) producerades huvudsakligen ost.
Genom att vänja av eller slakta en kos kalv och mjölka kon kan människan få tillgång till den näringsrika mjölken. Eftersom dagens kor mjölkar så mycket mer än vad en kalv behöver så räcker mjölken till både människor och kalvens första två månader i livet. Mjölkproduktionen är som störst omkring 70 dagar efter kalvningen för att därefter avta. Omkring 305 dagar efter kalvningen sinläggs kon, hon går i sin, det vill säga man får henne att sluta producera mjölk genom att minska på kons energiintag och sluta mjölka henne. Hon benämnes då sinko. Under sinperioden är kon högdräktig, och vanligen föder kon en ny kalv efter två månader i sin. Mjölkproduktionen kommer i gång igen då kon får en ny kalv.
Den första mjölk som en ko producerar efter kalvning kallas råmjölk och är som hos de flesta däggdjur av särskilt hög kvalitet. Av råmjölk görs även maträtten kalvdans.
Genom bland annat medveten avel från mitten av 1800-talet och framåt har mjölkproduktionen mångdubblats.[källa behövs] Men inte bara aveln har bidragit till den ökade mjölkavkastningen utan även, till stor del, ny teknik och kunskap som ger ökad skörd och bättre, mer näringsriktigt foder. Under 1900-talet mekaniserades skötseln av kor i många delar av världen, exempelvis med mjölkningsmaskiner. När en mjölkko slaktas används köttet på samma sätt som hos en köttrasko.

### Köttproduktion
Kött från nötkreatur kallas nötkött, eller äldre oxkött. För att effektivisera framställningen av kött har särskilt snabbväxande djurraser avlats fram. Exempel på sådan nötboskap är limousin, charolais, hereford, highland cattle, aberdeen angus, Texas longhorn och den extremt välvuxna belgisk blå.

#### Gödkalv
Gödkalven föds upp på mjölk eller mjölkersättning. Europeiska Unionens kalvdirektiv kräver att kalvarna utfodras med fiberrikt foder, dock i mindre mängd än vad de svenska reglerna kräver, nämligen att kalvar ska ha fri tillgång till grovt (fiberrikt) foder från och med två veckors ålder. Gödkalvarna slaktas vid cirka 3 månaders ålder. Hela uppfödningen sker på stall. Köttets färg är mycket ljus, med utpräglad kalvköttskaraktär, vilket beror på blodbrist på grund av felaktig utfodring. Blodbrist (anemi) medför sjukdomssymtom i form av svaghet, andfåddhet och, i enstaka fall, kramper. Sådan gödkalvsuppfödning är inte tillåten i Sverige.

### Andra produkter

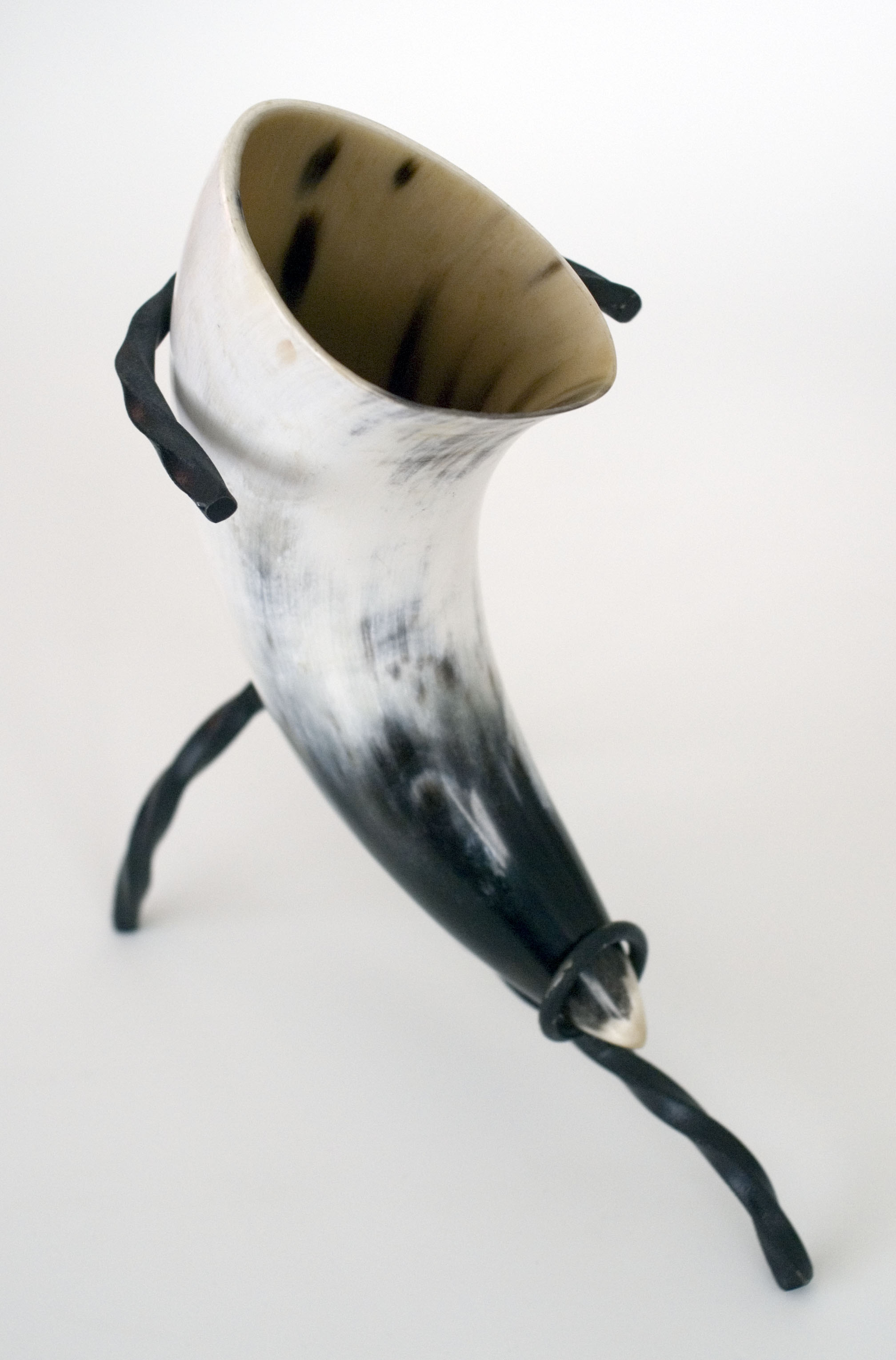
Dryckeshorn i en smidd järnställning

De ekonomiskt mest betydande produkter som härstammar från nötkreatur är mjölk och kött, men även andra delar av djuret kan tas tillvara efter slakt. Hudar från nötkreatur används inom läderindustrin och har där stor betydelse på grund av sin jämnhet, tjocklek och storlek. De slidhorn som nötkreaturen bär kan beredas med urkokning, skrapning och polering. Om de värms blir de mjuka och kan formas. Horn används som råmaterial för en rad produkter till exempel kammar, knappar, smycken, blåshorn (musikinstrument) samt husgeråd som skålar, skedar och dryckeshorn. Orden skohorn och bläckhorn talar om vad dessa föremål ursprungligen tillverkades av. Av nötkreaturens ben tillverkas vanligen benmjöl men även pärlor och andra typer av smycken och dekorativa föremål.

### Dragdjur
Oxar (ibland även kor) användes i stor utsträckning som dragdjur. I Sverige finns hällristningar från bronsåldern som tyder på bruket av dragoxar. Från 1700-talet till en bit in på 1900-talet var oxens roll i jordbruket i södra Sverige betydande. I norra Sverige var dock hästen det vanligaste dragdjuret. Detta berodde till stor del på att hästen var bättre lämpad för skogsbruk vintertid. Vilket i sin tur beror på att hästar, till skillnad från oxar, kan skos och därmed får bättre fäste i snö och lera. I industrialiserade länder har dragoxarna efter hand konkurrerats ut av traktorer och motorredskap men i utvecklingsländer förekommer fortfarande dragoxar i stor utsträckning.

## Nötkreatur i Sverige

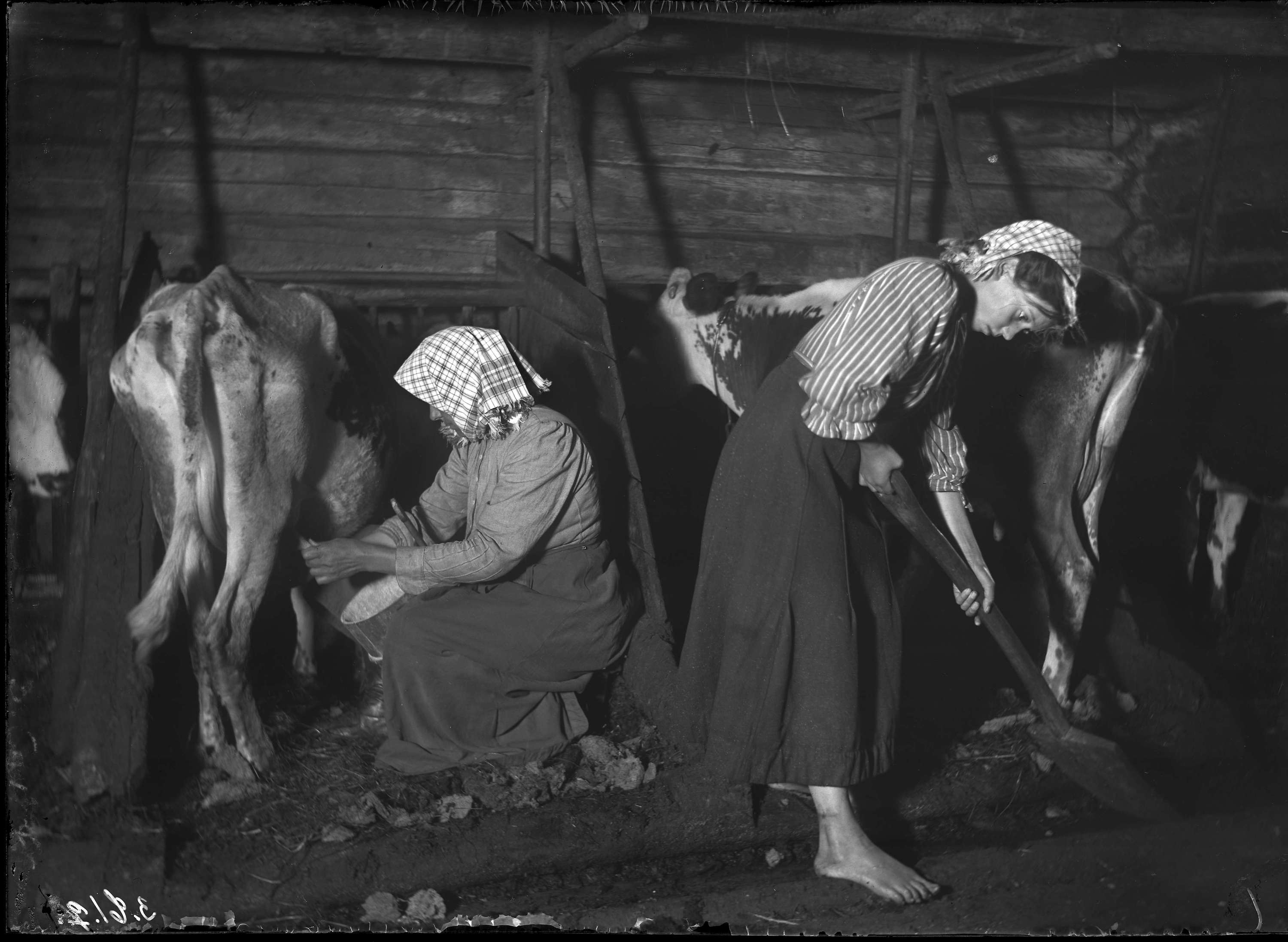
Boskapsskötsel i ladugården. Kvinna sitter och mjölkar en mager ko medan barfota flicka mockar. Mangskogs socken i Värmland, 1911.

### Historia
När seden att äta hästkött tabubelades i Norden, efter kristendomens införande, blev oxen viktig som slaktdjur.[källa behövs] I Sverige norr om fäbodgränsen hade kvinnorna det största ansvaret för kreatursskötseln i stort.[källa behövs]
Den svenska nötboskapsaveln fick sin första kraftiga uppryckning under Gustav Vasa. Men under både stormakts- och frihetstiden gick boskapsskötseln i likhet med åkerbruket tillbaka, och vid 1800-talets början var nötkreatursstocken betydligt mindre än inom samma område vid Gustav Vasas död.
Först med enskiftets genomförande kom bättre tider för boskapsskötseln. Efter hand har man kommit underfund med vilka raser som lämpar sig för olika trakter av Sverige med dess mångskiftande klimat. Man gjorde till exempel dyrköpta erfarenheter av att storvuxna och rikt mjölkande men tungfödda utländska kreatursraser, som trivs bra i södra Sveriges slättbygder, däremot inte alls passade norr om Dalälven utan blev sjukliga och mycket sämre än den småvuxna inhemska boskapen. Här visade det sig bättre att i stället förädla den inhemska fjällrasen genom systematiskt urval av de bästa hornlösa korna och utfodra dem rationellt.
En av de första förutsättningarna för boskapsskötselns uppsving i senare tid var att man kom ifrån metoden att svältföda kreaturen över vintern. Fähusen var förr också i allmänhet trånga och mörka, och rykt och renhållning försummades. Ännu år 1827 fanns det i Uppland ladugårdar som var ingrävda i backar under jorden.

### Idag
En vanlig svensk ko väger numera ca 600 kg, en jersey-ko ca 400 kg. Under 1500-talet beräknas en vuxen ko i södra Sverige ha vägt 100–130 kg och en oxe 140–200 kg. Under 1650-talet beräknas motsvarande vikter till 120-165 resp 180–220 kg. I det svenska jordbruket används idag i huvudsak Svensk låglandsboskap (SLB) och Svensk rödbrokig boskap (SRB) för mjölkproduktion medan Charolais är vanligast inom köttproduktionen[källa behövs]. Aveln på de svenska raserna handhas i huvudsak av de regionala husdjursföreningarna.
Produktionen av gödkalv har idag mycket liten omfattning i Sverige.
En vanlig svensk ko gav på 1500-talet i genomsnitt 400 kg mjölk per år. Runt år 1800 mjölkade en ko i södra Sverige i snitt cirka 600 kg per år och vid 1800-talets slut var motsvarande siffra cirka 1 000 kg/år. Riksgenomsnittet i slutet av 1940-talet för svenska kor var cirka 3 750 kg, 1992 cirka 7 500 kg och 2007 drygt 9 000 kg per år. 2015 var motsvarande siffra i landet cirka 8771 kg mjölk per år.
Sverige har en unik djurskyddslag som bland annat omfattar beteskrav för kor. Mjölkkor äldre än sex månader skall enligt svenska förordningar få beta utomhus på sommaren minst sex timmar om dagen. Lagstiftningen innefattar däremot inte okastrerade tjurar på grund av säkerhetsskäl. Lantbrukarnas riksförbund uppskattar att en fjärdedel av svenska nötkreatur och hälften av alla tjurar som skickas till slakt har inte gått på bete.  Något olika tidsperioder gäller, men i bland annat Blekinge ska korna vara på bete i fyra månader eller mer, i Jönköpings och Stockholms län till exempel skall de få beta i tre månader och i län som Dalarna och Gävleborg är två månader minimum. Betesperioden är på så sätt anpassad efter klimatförhållandena på den aktuella gården. Mellan 92 och 96 % av livstid hålls mjölkkorna därigenom inomhus men då allt oftare i lösdrifter vilket ger kon möjlighet att utöva sitt naturliga beteende och att röra på sig relativt obehindrat. På grund av svårigheter för mjölkbönder att försörja sig har hälften av dem slutat med mjölkkor de sista tio åren, och 90 000 mjölkkor eller 20 procent har försvunnit. Det investeras i allt större stallar och besättningar.
Medeltalet kor har ökat från 35 per gård år 2000, via 55 per gård år 2008 till 81 per gård 2015, och nya stallar som byggs rymmer ofta över 100 kor. Dessa stora djurbesättningar byggs som lösdrifter, detta innebär att korna inte står uppbundna på bås som var brukligt förr utan kan istället röra sig fritt mellan ligg- och ätplats och mjölkningsstället. Enligt en enkät som ATL Lantbrukets Affärstidning gjorde 2007 följde så mycket som 90 % av djurägarna föreskrifterna för bete till punkt och pricka. År 2008 kontrollerade Arla sina mjölkbönder och av 200 kontrollerade gårdar fick tio förändra stora delar av tillvägagångssättet. 46 procent av alla mjölkbönder hade 2008 de senaste fem åren fått besök av en kontrollant, och 93 % av de kontrollerade bönderna uppfyllde kraven. Mjölkproducerande lantbruksföretag i Sverige har under de senaste fyra årtiondena generellt genomgått en strukturomvandling. Gårdarna har gått från att vara familjejordbruk till större enheter med anställd personal som sköter den dagliga skötseln av kor och kalvar. Lantbrukarens roll har förändrats och handlar i dag mera om att vara företagsledare och leda arbetet i den här typen av besättningar med ett stort antal mjölkkor.

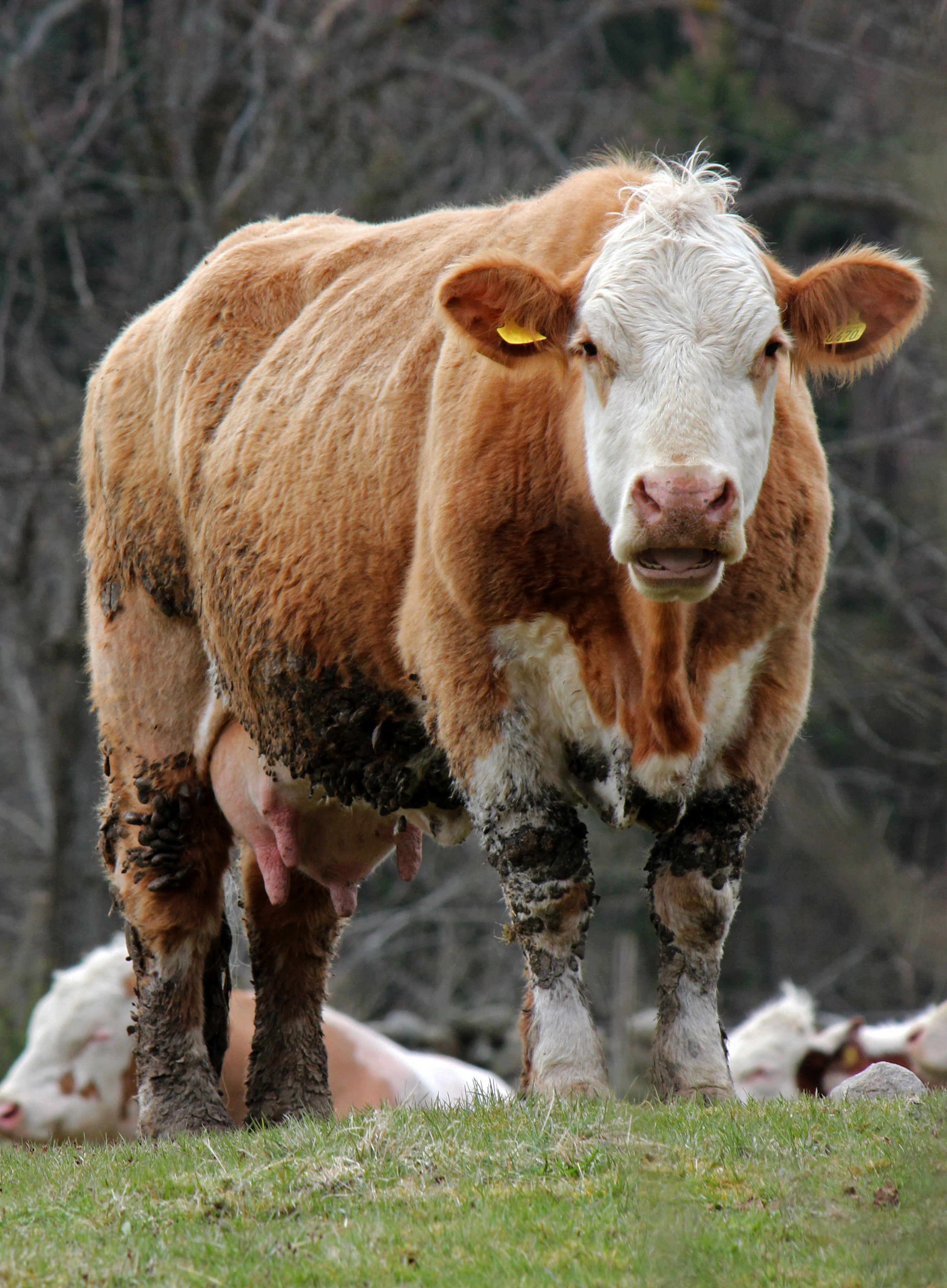
En ko vid Mårtagården i Halland.

En ko av köttras, som föder upp sin egen kalv och inte används för mjölkproduktion kallas diko. Medelbesättningen på en dikogård är fortfarande mycket mindre än på en mjölkgård och var 2016 endast 18 kor per företag.
I Sverige fanns det som flest nötkreatur år 1937, då antalet djur nästan nådde 3 000 000. Sedan dess har antalet minskat till cirka 1 500 000.

## Kultur och folktro
Kor, tjurar och oxar har varit viktiga kulturella ikoner sedan antiken. Stjärnbilden Oxen var känd från förhistorisk tid, och tros vara avbildad i grottmålningarna i Lascaux. Några kända ko-liknande mytologiska varelser är Minotauros i grekisk mytologi, legenden om Europa och tjuren och den nordiska ur-kon Ödhumla. Oxen är attribut för evangelisten Lukas. I hinduismen är kor heliga. Kor är rena djur i islam och judendom, och tillåtna att äta (halal respektive koscher) till skillnad från bland annat tamsvin. I Spanien och södra Frankrike är tjurrusning och tjurfäktning ett folknöje.
Enligt Ragnar Lodbroks saga och Grönlänningasagan användes kor eller tjurar i strider mot andra folkslag, främst för deras råmande som skrämde fienden.

### Folktro i Sverige
I svensk folktro finns det många föreställningar och riter knutna till nötkreaturen, främst till mjölkande kor. Det fanns riter, ramsor och formler att använda vid så gott som alla tillfällen, såväl kristna som hedniska och kätterska. Genom att hålla ett öga på kreaturen under vissa dagar på året kunde man också få förutsägelser för det kommande året.

### Faktoid om kovältning
En faktoid, i åtminstone en del engelskspråkiga länder, om kor är att det går att välta dem medan de sover. Det påstås ibland att "kovältning" är ett lantligt pojkstreck. I själva verket ligger kor när de sover (även om de kan vara dåsiga när de står upp), och de är för tunga för människor att välta, då en normal ko väger cirka 600 kg.

## Raser och förekomst

### Raser

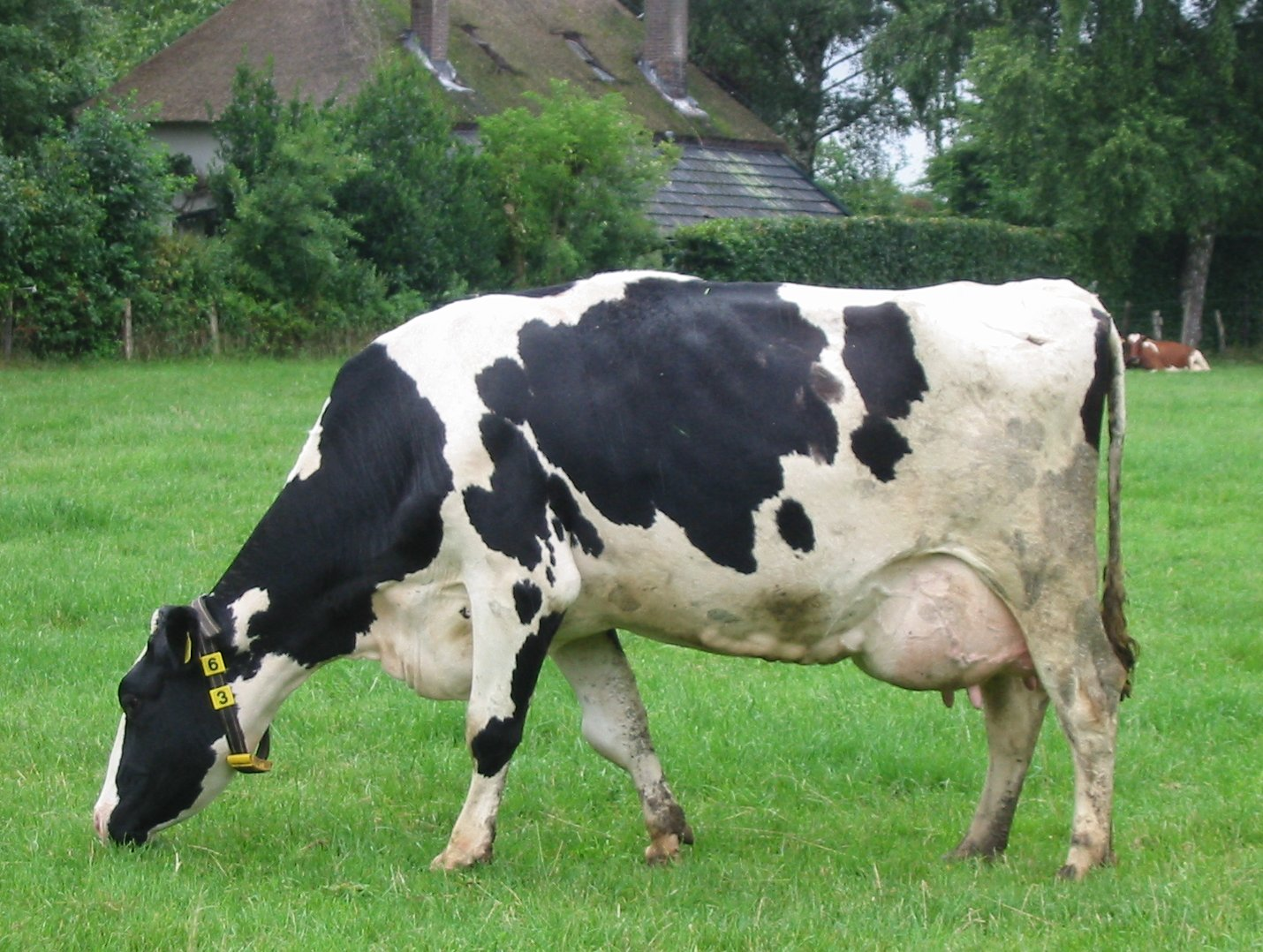
En nederländsk ko av sorten holstein-frisisk nötboskap, numera mycket närbesläktad med svensk låglandsboskap.

Det finns över 1 000 olika raser av nötkreatur, se kategori nötkreatursraser, Lista över nötkreatursraser.

### Förekomst
| Land               | Antal       | Ref    |
| ------------------ | ----------- | ------ |
| Brasilien          | 217 400 000 | 2013   |
| Indien             | 214 350 000 | 2013   |
| Kina               | 113 500 000 | 2013   |
| Sverige            | 1 436 000   | [ 31 ] |
| Danmark            | 1 000 000   | [ 32 ] |
| USA                | 96 600 000  |        |
| Ryssland           | 18 370 000  |        |
| Argentina          | 51 000 000  |        |
| Australien         | 29 000 000  |        |
| Europeiska unionen | 87 000 000  |        |
| Mexiko             | 26 000 000  |        |
| Sydafrika          | 14 000 000  |        |
| Kanada             | 13 000 000  |        |

I Eurostats databas publiceras statistik om nötkreatur i Europa under kategorin Agriculture och underkategorin Regional Agriculture Statistics. I FAO:s databas publiceras statistik om nötkreatur i världen under kategorin Production och underkategorin Live Animals.